# Педру Моутинью
Педру Мигел Моутинью Паива душ Сантуш (порт. Pedro Miguel Moutinho Paiva dos Santos), более известный как Педру Моутинью (Оэйраш, 11 ноября 1976 года) — португальский исполнитель фаду. Брат исполнителей фаду Камане и Элдера Моутинью.

## Биография
Он родился в семье, тесно связанной с фаду на протяжении долгого времени. Вырос, слушая и общаясь с одними из самых известных исполнителей лиссабонского фаду, которые и ознакомили его с искусством пения. Уже в 11 лет он пел на неформальных встречах и неизбежно посвятил себя этому возвышенному музыкальному выражению Лиссабона, известному как фаду.
Он был участником хора Санту Амару де Оэйраш и частью детско-юношеской группы Ministars.
В 1995 году он присоединяется к коллективу Clube de Fado, а позже — к Cafe Luso.
В 2000 году он принимает участие в создании Квинтета фаду Лиссабона, который тогда состоял из Филипе Лукаса (португальская гитара), Родригу Серрау (контрабас), Жуау Куринья (саксофон) и Жозе Антониу Мендеса (классическая гитара). С ними он выступал на различных площадках столицы, в том числе в CCB и на фестивале Música de Cidades com Portos.
Начиная с 2001 года, он приглашался петь на «Вечерах фаду» в Казино Эшторил, а в 2002 году начал свою дискографическую карьеру, когда его пригласили участвовать в сборнике молодых исполнителей фаду, выпущенном EMI.
Однако в 2003 году его поддерживает лейбл Som Livre, который предлагает ему записать дебютный альбом. Альбом «Primeiro Fado», спродюсированный Рикарду Диасом и Нуну Фариа, объединяет традиционные фаду, часть из которых с текстами его брата Элдера Моутинио, и новые версии различных тем. Он получил Премию Откровение 2003 года от Casa da Imprensa.
В 2004 году он исполнит одну из песен на трибьют-диске к альбому «Um Homem na Cidade» Карлуша ду Карму.
В 2006 году выходит его второй диск «Encontro», альбом традиционного фаду, выбранного им самим. В нём принимают участие гитарист Жозе Мануэль Нету, гитарист Карлуш Мануэль Проенс (который также был продюсером и музыкальным директором альбома) и басист Даниел Пинту. Альбом получил одну из премий Amália в номинации «Лучший альбом».
В 2007 году он принимал участие в фильме «Фадо» Карлоса Саура, что дало возможность провести несколько концертов в Португалии и Испании в рамках проекта «Casa de Fados».
В апреле 2009 года вышел альбом «Um Copo de Sol», в котором продюсерами и музыкальными директорами выступали Карлуш Мануэл Проенса (гитара), Жозе Мануэл Нету (португальская гитара) и Даниел Пинту (акустический бас). На диске представлены 12 тем, написанных и скомпонованных известными деятелями португальской культуры, такими как Амелия Мюж, Тиагу Беттенкур, Алдина Дуарте и Родригу Леан.
В 2010 году вышел сборник, включающий его сотрудничество с Майрой Андраде в классической композиции «Alfama» и с Тиагу Беттенкуром в теме «Vou-te levando em segredo», который он сам написал.
В 2011 году он участвовал в диске «Os Fados e as Canções do Alvim» Фернанду Алвима.
Альбом «O Amor Não Pode Esperar» был выпущен 8 июля 2013 года. «Rua da Esperança», заглавная песня, написана Амелией Мюж. Среди других сотрудников диска — Алдина Дуарте, Фаусто Бордало Диас, Мануэла де Фрейтас, Тереза Таруока и Тиагу Торреш да Силва.
В 2016 году вышел альбом «O Fado Em Nós».

## Дискография
- Primeiro Fado (Som Livre, 2003)
- Encontro (Som Livre, 2006)
- Um Copo de Sol (Iplay, 2009)
- Lisboa Mora Aqui - O Melhor de Pedro Moutinho (Iplay, 2010)
- O Amor Não Pode Esperar (Uguru/Parlophone, 2013)
- O Fado Em Nós (Uguru, 2016)